# شتيفان كون
شتيفان كون (بالألمانية: Stefan Kohn)‏ (9 أكتوبر 1965 في ألمانيا - ) هو لاعب كرة قدم ألماني في مركز الهجوم. شارك مع منتخب ألمانيا تحت 21 سنة لكرة القدم. أما مع النوادي، فقد لعب مع أرمينيا بيليفيلد وباير 04 ليفركوزن وشالكه 04 وفاتنشايد 09 وفيردر بريمن ونادي بوخوم ونادي كولن ونادي نيس وهانوفر 96.

## وصلات خارجية
- ستيفان كون على موقع الاتحاد الأوربي (الإنجليزية)
- ستيفان كون على موقع قاعدة بيانات كرة القدم.إي يو (الإنجليزية)
- ستيفان كون على موقع بيانات كرة القدم. دي إي (الألمانية)
- ستيفان كون على موقع عالم كرة القدم.نت (الإنجليزية)